# Бродец (община Гостивар)
Вижте пояснителната страница за други значения на Бродец.
Бро̀дец (на македонска литературна норма: Бродец; на албански: Vau, Вау) е село в Северна Македония, част от община Гостивар.

## География
Селото е разположено високо в Ничпурската планина и географски селото принадлежи към областта Горна Река, а не към Полога.

## История
Селото се споменава в османските преброителни тефтери от 1467 година като християнско село в нахия Река с 4 семейства население. След това се споменава в 1536/39 година с 27 семейства 3 неженени и в 1583 година с 20 семейства и 13 неженени.
В XIX век Бродец е разделено в конфесионално отношение албанско село в Реканска каза на Османската империя. В „Етнография на вилаетите Адрианопол, Монастир и Салоника“, издадена в Константинопол в 1878 година и отразяваща статистиката на населението от 1873 година, селото е посочено веднъж като Бродец (Brodetz) със 100 домакинства, като жителите му са 65 албанци мюсюлмани и 210 албанци православни и втори път като Ва (Va) с 40 къщи и 113 жители албанци православни. Според статистиката на Васил Кънчов („Македония. Етнография и статистика“) в 1900 година Бродец има 360 жители арнаути християни и 150 арнаути мохамедани.
Според секретаря на Българската екзархия Димитър Мишев („La Macédoine et sa Population Chrétienne“) в 1905 година християнското население на Бродец се състои от 450 албанци християни и в селото има българско училище.
Албанците християни са привлечени от сръбската пропаганда и според статистика на вестник „Дебърски глас“ в 1911 година в Бродец има 102 албански патриаршистки къщи.
При избухването на Балканската война в 1912 година 2 души от Бродец (1 като Бродец, Гостиварско и 1 като Бродец, Дебърско) са доброволци в Македоно-одринското опълчение.
След Междусъюзническата война селото попада в Сърбия.
На етническата си карта на Северозападна Македония в 1929 година Афанасий Селишчев отбелязва Бродец (Вау) като албанско село.
Един жител на селото е регистриран като загинал през Втората световна война.
Според преброяването от 2002 година селото има 7 жители македонци, а според последното преброяване от 2021 година е обезлюдено селище с 0 жители.
| Националност     | Всичко |
| северномакедонци | 0      |
| албанци          | 0      |
| турци            | 0      |
| роми             | 0      |
| власи            | 0      |
| сърби            | 0      |
| бошняци          | 0      |
| други            | 0      |

## Забележителности
- Църква „Свети Никола“
- Църква „Света Петка“
- Бродечки манастир
- Чешма

## Личности
Родени в Бродец
- Йосифов Стоян Савов – 27-годишен; македоно-одрински опълченец, млекар; II отделение; 1-ва рота на 2-ра Скопска дружина; 20.IX.1912 г. – 12.VI. 1913 г.